# 커브 (야구)

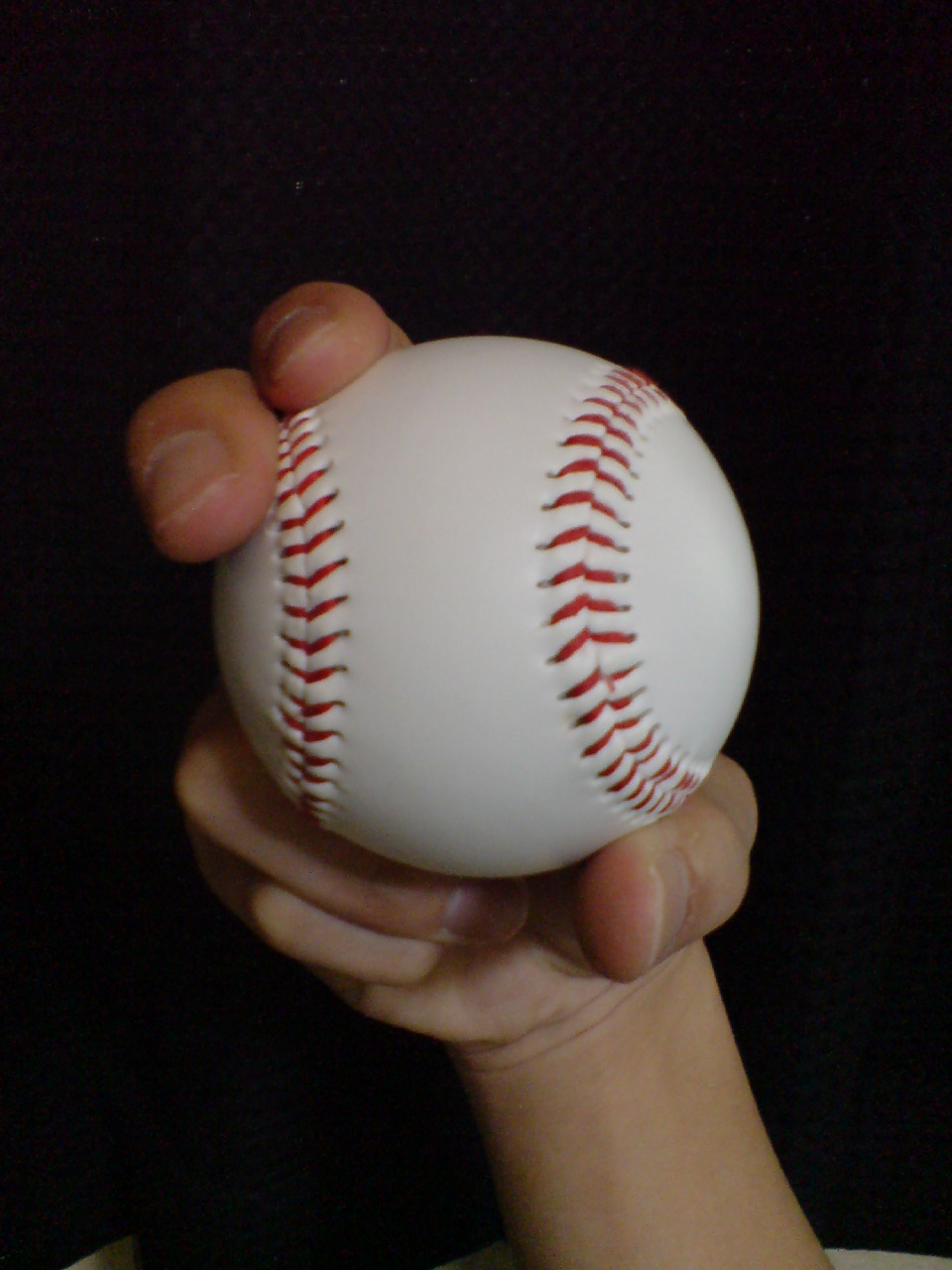
커브의 공 잡는 법

커브(Curve)는 야구에서 투구의 구종 중 하나로서 가장 큰 포물선을 그리며 종으로 떨어지는 공을 말한다. 종으로 떨어지는 구종은 커브 외에도 다양한데 보통 변화구는 직선으로 날아가다가 종으로 떨어지는 반면 커브는 공이 손에서 떨어지는 동시에 큰 포물선을 그리면서 날아간다. 속구와 정반대의 구종이 커브라 할 수 있다. 커브는 가장 오랜 역사를 지닌 변화구이기도 하다.
다른 변화구에 비하여 제구가 용이한 편이기 때문에, 확실한 스트라이크를 던지려 할 때 활용하기 좋은 구종이다. 하지만 스핀이 속구와 반대로 돌기 때문에 타자가 잘 치면 홈런이 되기 쉽다.

## 그립 잡는 법 및 던지는 법
얇은 쪽의 실밥을 엄지, 검지, 중지의 세 손가락으로 잡고 공을 위에서 아래로 휘어지듯이 던진다.
위의 설명은 기본적으로 잡는 그립이고 선수마다 그립은 각각 다르다.
던지는 방법은 커브 그립을 잡고 손목을 투수 기준 시계방향으로 트는 동시에 검지와 중지로 공을 튕기면 된다.

## 선수
커브를 잘 구사하는 대표적인 투수는 메이저 리그의 배리 지토, 클레이튼 커쇼, 애덤 웨인라이트, 샌디 쿠팩스가 있으며, KBO 리그에서는 최동원, 김상엽, 김원형이 커브를 잘 던진 투수로 알려져 있다. 특히 최동원의 커브는 폭포수 커브라 불릴 만큼 떨어지는 각도가 매우 크기로 유명하다. 정민태는 현역 시절 100km 안팎의 느린 커브 일명 아리랑커브를 잘 구사하여 재미를 보기도 하였으며 투수코치가 된 후 후배 선수들에게 느린 커브를 전수하였다. 정민태와 더불어 유희관이 느린 커브를 잘 구사한 것으로 유명하며 유희관은 시속 70km/h대의 커브를 던지기도 했다. 이외에 정현욱, 윤성환, 김진우, 류제국 등도 커브를 잘 구사하기로 알려져 있으며 정민철은 110km/h 안팎의 일명 108번뇌 커브를 잘 던진 선수였다.